# Lou Rawls
Louis Allen „Lou“ Rawls (1. prosince 1933, Chicago – 6. ledna 2006) byl americký zpěvák a herec, prosadil se hlavně díky svému jemnému zpěvu. Frank Sinatra o něm prohlásil, že je: „jedním z nejklasičtějších a nejsametovějších mužských hlasů”.
Zpívat začal v sedmi letech v kostelním sboru v Chicagu, kde se také později setkal s pozdějšími hvězdami Samem Cookem a Curtisem Mayfieldem. V roce 1958 měl vážnou autonehodu. Před příjezdem do nemocnice byl prohlášen za mrtvého, nicméně po šesti dnech v kómatu se probral. Paměť se mu postupně vracela ještě dalšího půl roku. Lou Rawls později prohlásil, že mu tato příhoda kompletně změnila život.
Během své kariéry prodal 40 miliónů desek, nahrál jich více než 60. Měl celou řadu úspěšných singlů, mezi nejznámější patří „You'll Never Find Another Love Like Mine“. Lou Rawls je držitelem třech cen Grammy, všech v kategorii Nejlepší zpěvák R&B.